# Englische Küche
Die englische Küche spiegelt die Ess- und Kochgewohnheiten Englands wider, dessen Küche unkompliziert und traditionell ist. Der nationale Kochstil setzt seit jeher auf gute Zutaten wie hervorragendes Rindfleisch, Wild, Lachs, „heimische“ Austern und Seezunge, Champignons und Äpfel. Die Mahlzeiten Breakfast (siehe englisches Frühstück) und Teatime (siehe Britische Teekultur) sind englische Erfindungen. In der internationalen Küchensprache werden einige Zubereitungsarten von Soßen, Desserts, Pasteten und Eierspeisen mit dem französischen Beinamen à l’anglaise bezeichnet, was „auf englische Art“ bedeutet.

## Beschreibung
Der Fleischkonsum in der englischen Küche ist hoch. Vor allem Rind und Lamm, gebraten, gegrillt oder gekocht, gehören zur Tradition, zusammen mit Schmorgerichten mit Zwiebeln und Kartoffeln, sowie Pasteten im Teiggehäuse (pies). Wildpasteten werden zu Weihnachten, Jagdpartys oder sonstigen Feierlichkeiten serviert. Roastbeef und gekochter Pudding sind typische althergebrachte Speisen. 
Schinken und Würste spielen eine wichtige Rolle, wie gekochte Schinken, die kalt vom Knochen geschabt werden. Schweinebraten im Netz, Ochsenschwanzragout und kalt aufgeschnittene Rinderzunge sind weitere altmodische regionale Favoriten. Es gibt eine große Anzahl von Gerichten mit Bratenresten, die aufgewärmt mit gekochtem Gemüse serviert werden, oder erkaltet als Aufschnitt. 
Gelees aus Vogelbeeren und Johannisbeeren, traditionelle Soßen, eingelegte Walnüsse sowie zahlreiche Chutneys und Pickles mit indischem und asiatischem Einfluss werden als Ergänzung zu Fleisch- und Geflügelgerichten zubereitet. Als beliebtes Gewürz wird Senf häufig in der Küche verwendet, beispielsweise für die Zubereitung von pikanten „Teufelsgerichten“ (devilled dishes). 
Weitere traditionelle Rezepte umfassen Hühnerpasteten, gekochte Hühner mit Austern oder Petersiliensoße, Enten mit Zwiebeln und Salbei gefüllt. Gänse, die früher beliebt waren, sind weitgehend dem Truthahn gewichen, der zu Weihnachten serviert wird. Vom Wild werden Moorhuhn, Fasan und vor allem Rebhuhn gern zubereitet, sowie Hase mit Wein geschmort. 
Fisch und Meeresfrüchte werden in vielen Varianten zubereitet. Kartoffeln werden vielfältig zubereitet, außerdem ist eine Vorliebe für Saubohnen, junge Erbsen, Spargel, Petersilie und Brunnenkresse sowie in den Wintermonaten für Kohl und Pastinaken erkennbar. Unter den Süßspeisen sind u. a. Apfelkuchen, Rhabarberkuchen und Eton Mess beliebt. 
Käse wird zum Abschluss eines Mahls serviert. England hat einige eigene, vor allem Hartkäsesorten, die gut zu Cidre oder Bier passen.

## Historische Grundlagen

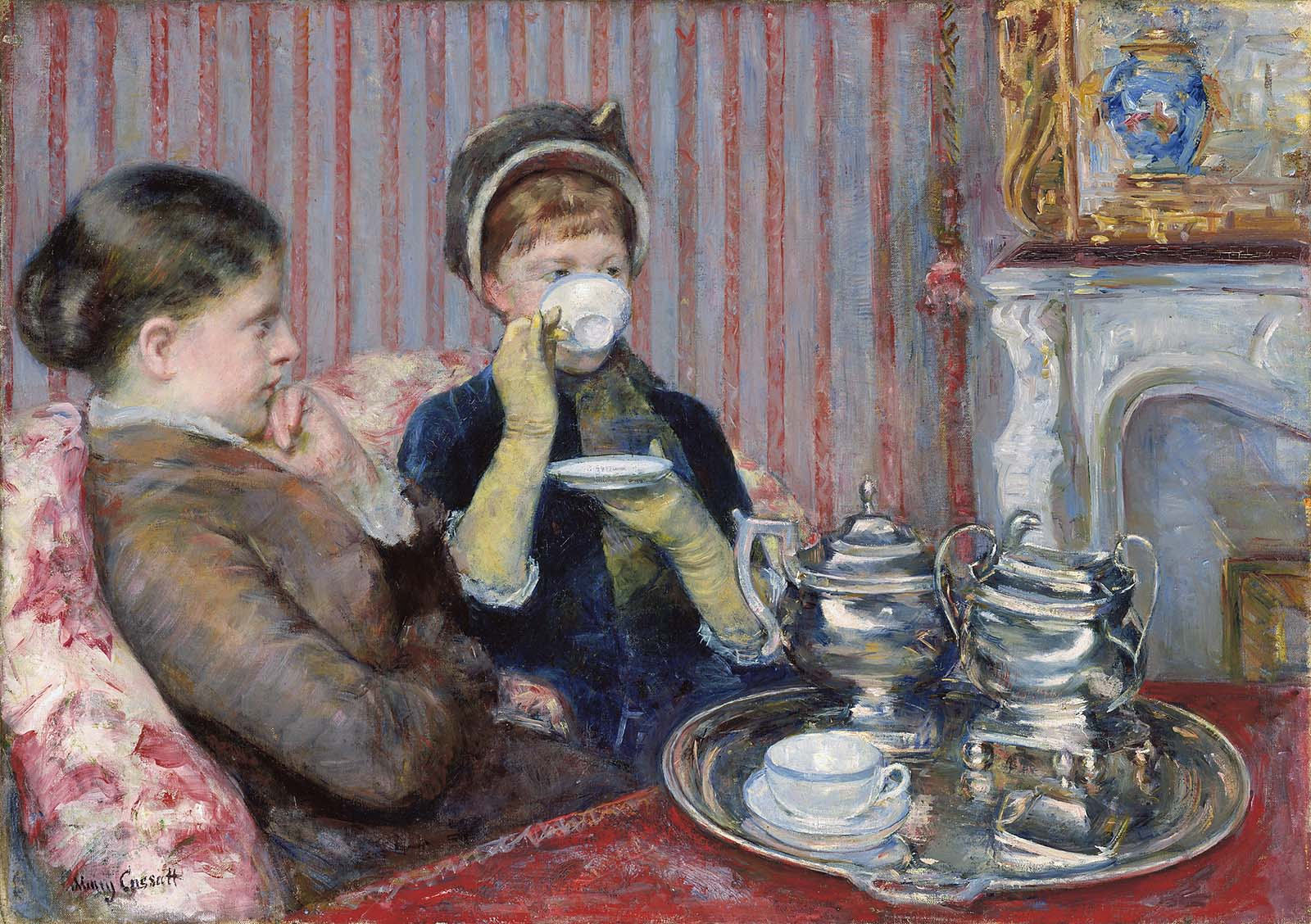
Tee ist Teil der britischen Kultur geworden

Die englische Küche hatte im 19. Jahrhundert einen ausgezeichneten Ruf. Im Frankreich der damaligen Zeit verwies man auf die cuisine anglaise, wenn auf besonders erlesene und exquisite Küche Bezug genommen werden sollte.
Der Ruf begründete sich auf die damals hochstehende Esskultur des britischen Königreiches, denn durch den einfachen Zugang zu exotischen Gewürzen und Lebensmitteln während der Kolonialzeit konnte auf den britischen Inseln im Großbürgertum eine neue Qualität in der Speisenzubereitung erzielt werden. Den wesentlichen Beitrag zur fachmännischen Zubereitung leistete das angestellte Hauspersonal, das sich im Laufe der Zeit die Koch-Expertise erarbeitete. Dies wird z. B. in Isabella Beetons Book of Householdmanagement von 1861 deutlich, das sich mit 900 Rezepten und über 1000 weiteren Hinweisen zu Küche und Haushalt nicht nur an die Hausfrau selbst, sondern ganz ausdrücklich auch an das Personal richtete.
Mit dem Niedergang des Kolonialreiches und, etwas später, durch die wirtschaftlichen Auswirkungen des Ersten Weltkrieges schwanden die Zugriffe auf die Ressourcen. Zum einen war die Beschaffung der exotischen Zutaten schwieriger und damit auch teurer geworden, zum anderen konnte das Bürgertum nicht mehr in großem Umfang Dienstpersonal beschäftigen. Hierdurch wurden die Experten von den Zutaten endgültig getrennt. Wer sich die Zutaten noch leisten konnte, verstand wenig von der Zubereitung. Wer kochen konnte, hatte nicht die Mittel, sich Zutaten für erlesene Gerichte zu verschaffen. So ging die Kunst des Kochens in der englischen Küche zeitweise verloren.

### Zubereiten auf englische Art
Berühmte französische Köche etablierten den Begriff à l’anglaise („nach englischer Art“), um in der Küchensprache die einfachen englischen Zubereitungsweisen anzuzeigen: Und zwar in Bezug auf Gemüse/Beilagen bedeutet à l’anglaise nur mit Stückchen frischer Butter belegt, und/oder nur mit gehackten Kräutern bestreut, (Süß-)Speisen sind einfach nur mit einer Soße übergossen, während beim Fleisch die noch etwas blutige Bratmethode gemeint ist. Fisch und Fleisch à l’anglaise bedeutet in heller Brühe gekocht oder gedämpft, hingegen bei Fisch- oder Fleischfilets meint à l’anglaise, dass sie mit Panierbröseln bestreut wurden vor dem Frittieren/Braten. Fisch gegrillt à l’anglaise meint (mehliert) gebraten und mit Butterstückchen belegt serviert.

### Einfluss von Migranten auf die Essgewohnheiten
Insbesondere Migranten aus Indien und afrikanischen Ländern haben dazu beigetragen, dass die englische Küche sich der Welt wieder geöffnet hat und auf ein vergleichsweise hohes Niveau zurückgekehrt ist. Tatsächlich ist die typisch englische Küche im Alltag zugunsten einer breiteren, (post-kolonial) britischen Identität auf breitem Rückzug. Heutige Lieblingsgerichte der Briten sind auch italienischen oder asiatischen Ursprungs. Dazu zählen z. B. Lasagne und Pizza, aber auch das sehr beliebte Chicken tikka masala.

### New Cuisine
Populäre Köche wie Jamie Oliver und Heston Blumenthal stehen mittlerweile für eine moderne und innovative Neuinterpretation der traditionellen britischen Küche.

## Traditionelle Küche

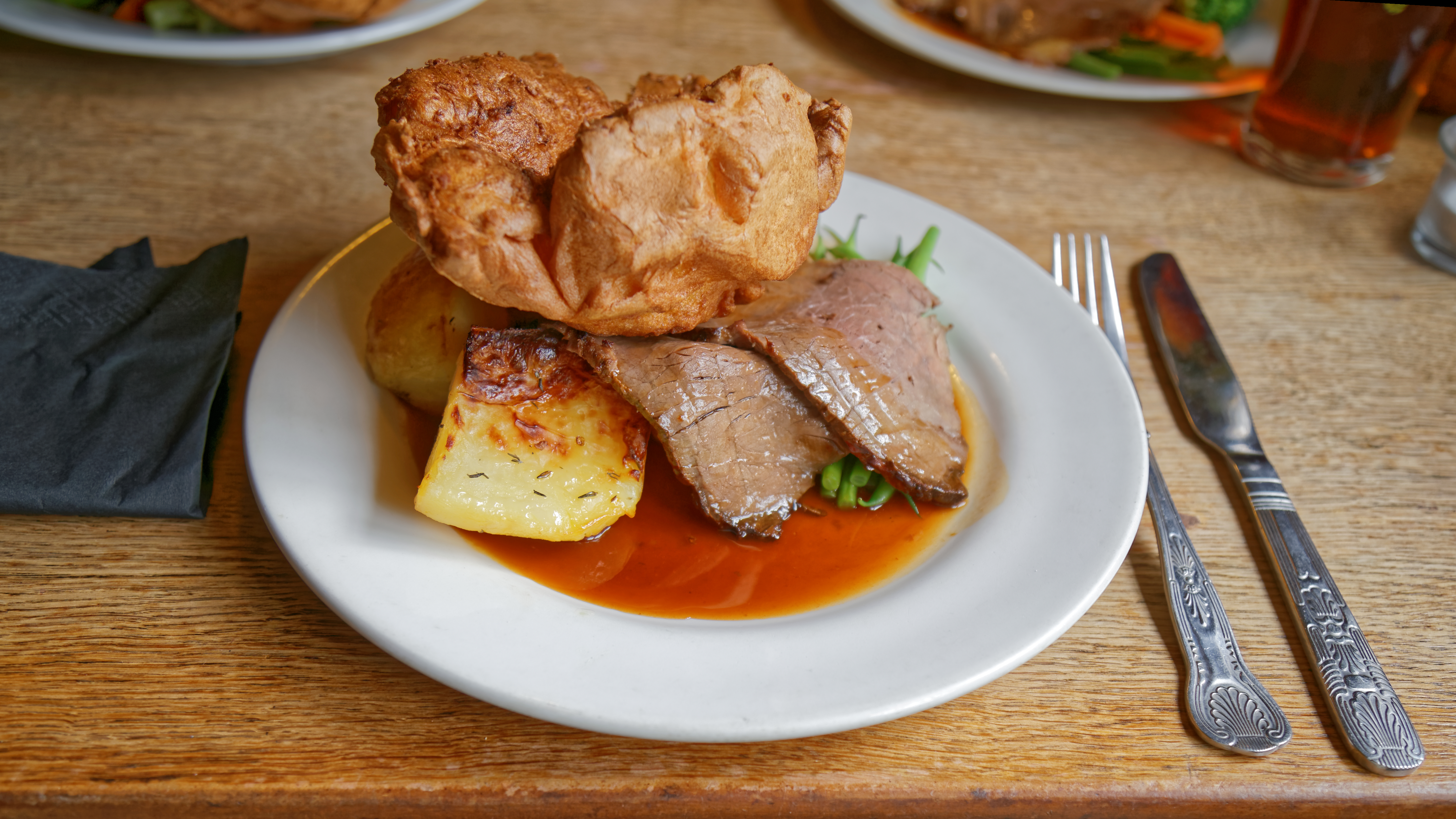
Gebratenes Lamm mit Kartoffeln, Yorkshire Pudding und Gemüse.

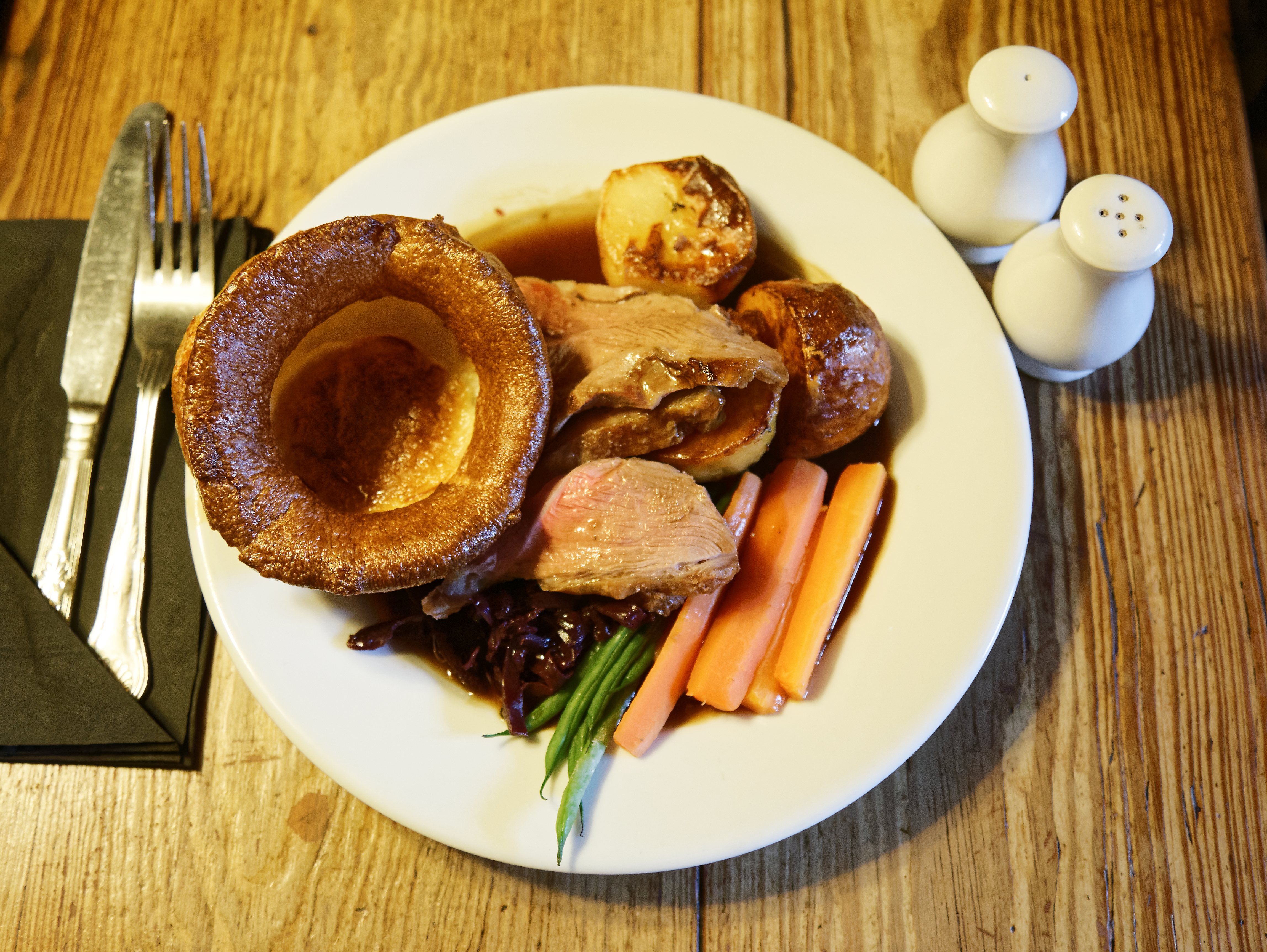
Ein klassischer Sunday roast

Die in der traditionellen englischen Küche geläufige Kombination von Fleisch, Kartoffeln und Gemüse (meat and two veg) findet ihre etablierteste Form im Sunday roast oder Sunday dinner, einer Mahlzeit, die am Sonntagmittag zu Hause, im Pub oder im Restaurant eingenommen wird. Die Kartoffeln werden oft als roast potatoes zubereitet, indem die geschälten rohen und halbierten Kartoffeln mit Öl bestrichen, gesalzen und im Ofen geröstet werden. Beliebte Gemüsesorten sind Karotten, Erbsen, Grünkohl, Blumenkohl oder Broccoli. Andere Gemüsesorten werden auch verwendet. Als Fleisch für dieses Gericht eignen sich Lamm, Schwein oder Rind, wobei das Fleisch oft vor dem Servieren in dünne Scheiben geschnitten wird. Wichtige Beilage des Sunday roast ist in ganz England der aus dem Norden stammende Yorkshire Pudding. Der Sunday roast wird nicht mehr so häufig wie noch vor einigen Jahren gegessen.

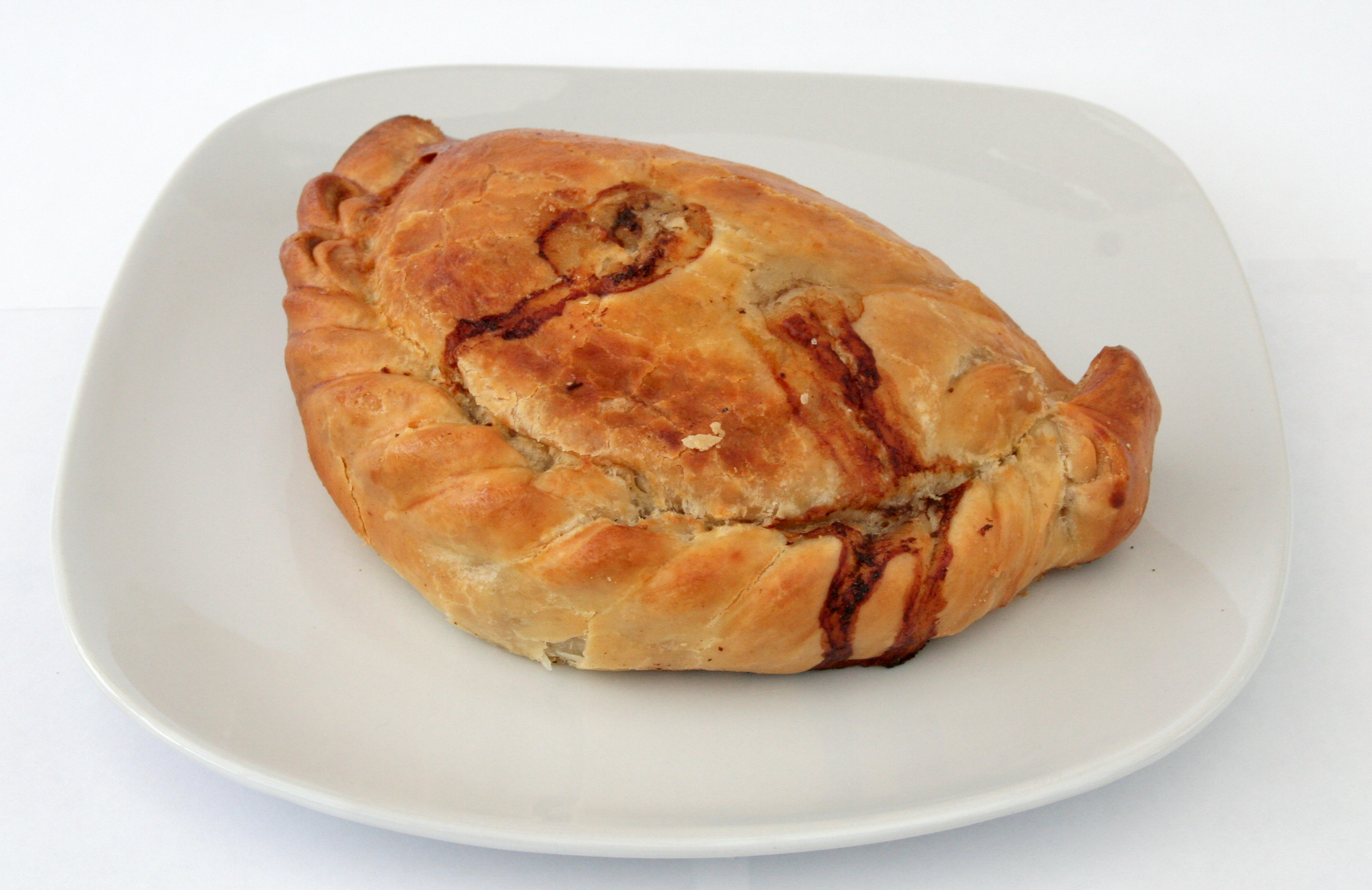
Pasty ist ein traditionelles Gericht aus Cornwall

Kartoffeln spielen in der britischen Küche eine entscheidende Rolle. Sie werden häufig als jacket potatoes oder baked potatoes (vgl. Backkartoffel) zubereitet, also als ganze Kartoffeln mit Schale, die mit etwas Öl bestrichen im Backofen gegart werden, bis die Schale knusprig ist. Im Handel sind für diese Zubereitung extragroße Kartoffeln erhältlich, die oftmals roh bis zu 200 Gramm wiegen. Die britische Version der Pommes frites sind Chips. Diese unterscheiden sich in Größe, Form und Konsistenz von den ersteren. Kartoffelbrei (mashed potatoes) ist nicht nur eine Beilage zu Fisch und Würstchen (in Kombination mit Würstchen als bangers and mash bezeichnet), sondern wird auch zur Zubereitung von cottage pie, cumberland pie, shepherd’s pie oder fisherman’s pie verwendet. Es handelt sich dabei um Gerichte, bei denen Hackfleisch oder Fisch gewürzt und mit Gemüse angegart wird, bevor man sie in einer feuerfesten Schale mit Kartoffelbrei überdeckt und im Ofen überbackt. Im ganzen Land beliebt ist der Lancashire Hot Pot, ein Kartoffelgericht mit Hammel, bei dem der vorgekochte Hammel, gewürfelt und mit rohen Kartoffelscheiben belegt, im Backofen fertig gegart wird.
Der Begriff pie bezeichnet auch Pasteten, wie z. B. pork pie – gekochtes, schnittfestes Schweinefleisch, das von einer Gebäckhülle umgeben ist. Bei den meist warm verzehrten meat and potato pies oder chicken and mushroom pies ist die Füllung eine Zubereitung aus Hackfleisch und Kartoffeln oder Hühnerfleisch und Pilzen. Stargazy Pie, ein Gericht aus Cornwall, ist mit Fisch gefüllt. Verwandt mit den pies sind die pasties, bei denen als Hülle Blätterteig verwendet wird. Pasties können eine Vielzahl von Füllungen (Fleisch, Käse, Gemüse) enthalten und werden nicht selten unterwegs aus der Hand verzehrt.

### Englisches Frühstück

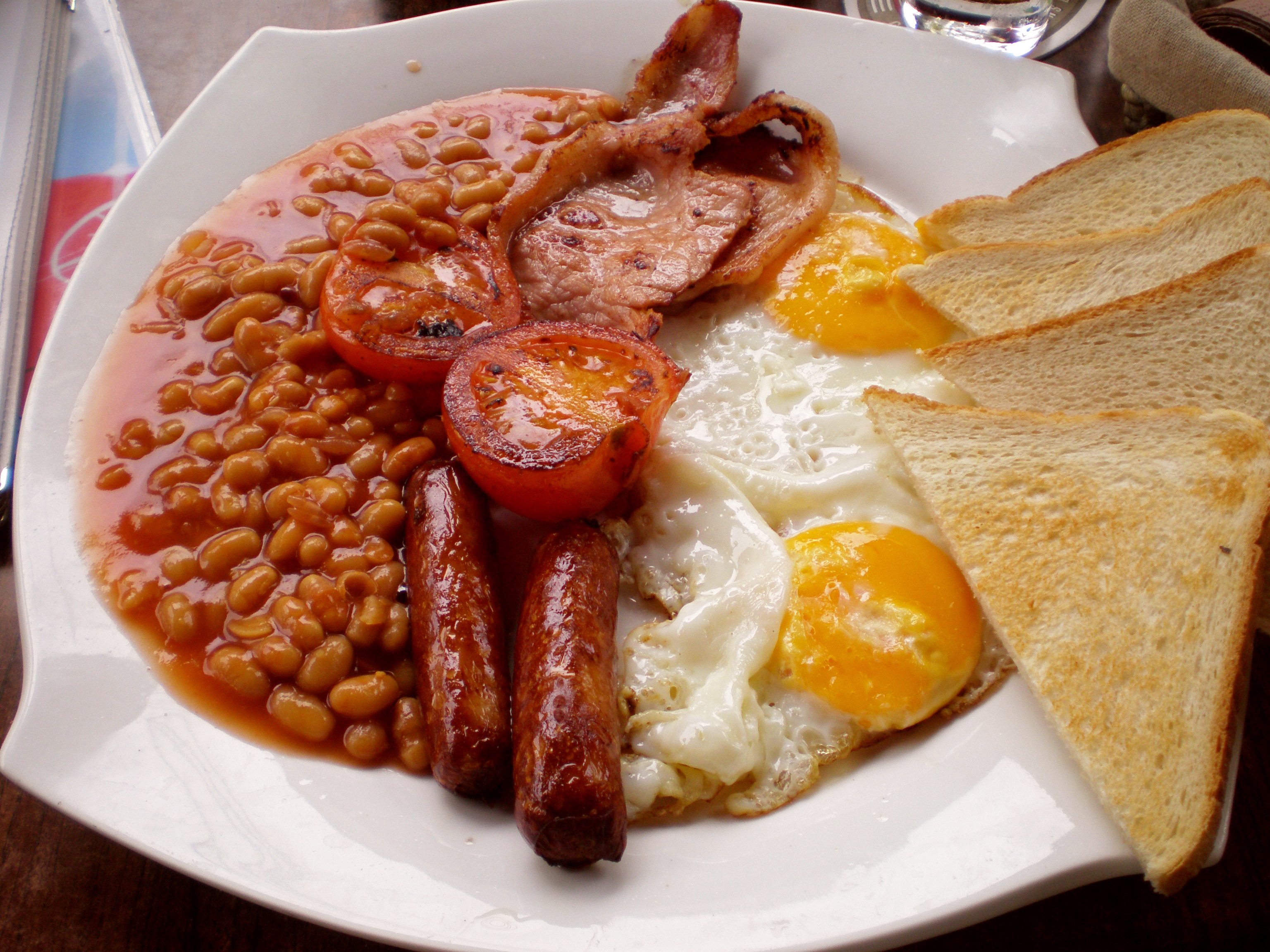
Ein klassisches englisches Frühstück

Das typische englische Frühstück wird, da die Zubereitung relativ aufwendig ist, von den meisten Briten nicht regelmäßig zu Hause verzehrt. Dagegen findet man das full English breakfast in vielen Hotels und Pensionen sowie in zahlreichen kleinen Cafés und Imbissen. Fester Bestandteil dieser Mahlzeit ist Toast mit gesalzener Butter (Margarine gilt bei der traditionellen Zubereitung als „barbarisch“), während die übrigen Bestandteile variabel sind:
- orange/grapefruit juice – Orangen- oder Pampelmusensaft
- grapefruit segments / soaked or stewed prunes – Grapefruitfilets / eingeweichte Pflaumen
- cereal – Müsli oder Cornflakes mit Milch
- porridge – Haferbrei
- bacon – in Scheiben geschnittener gegrillter oder gebratener Speck
- eggs – entweder als scrambled egg (Rührei) oder fried egg (Spiegelei)
- sausage – gegrillte oder gebratene Würstchen
- tomato – gegrillte oder gebratene Tomate
- mushrooms – gegrillte oder gebratene Champignons
- baked beans – weiße Bohnen (haricot beans) in Tomatensoße
- black pudding – gebratene Blutwurstscheiben
- smoked haddock – geräucherter Schellfisch
- fried bread – in Fett gebratenes weißes Toastbrot, diagonal durchgeschnitten
- jam and/or marmalade – Konfitüre und/oder Orangenmarmelade
- pot of tea – kräftiger schwarzer Frühstückstee

Manche Cafés bieten das dann all day breakfast genannte englische Frühstück zu jeder Zeit des Tages an.

### Süßspeisen

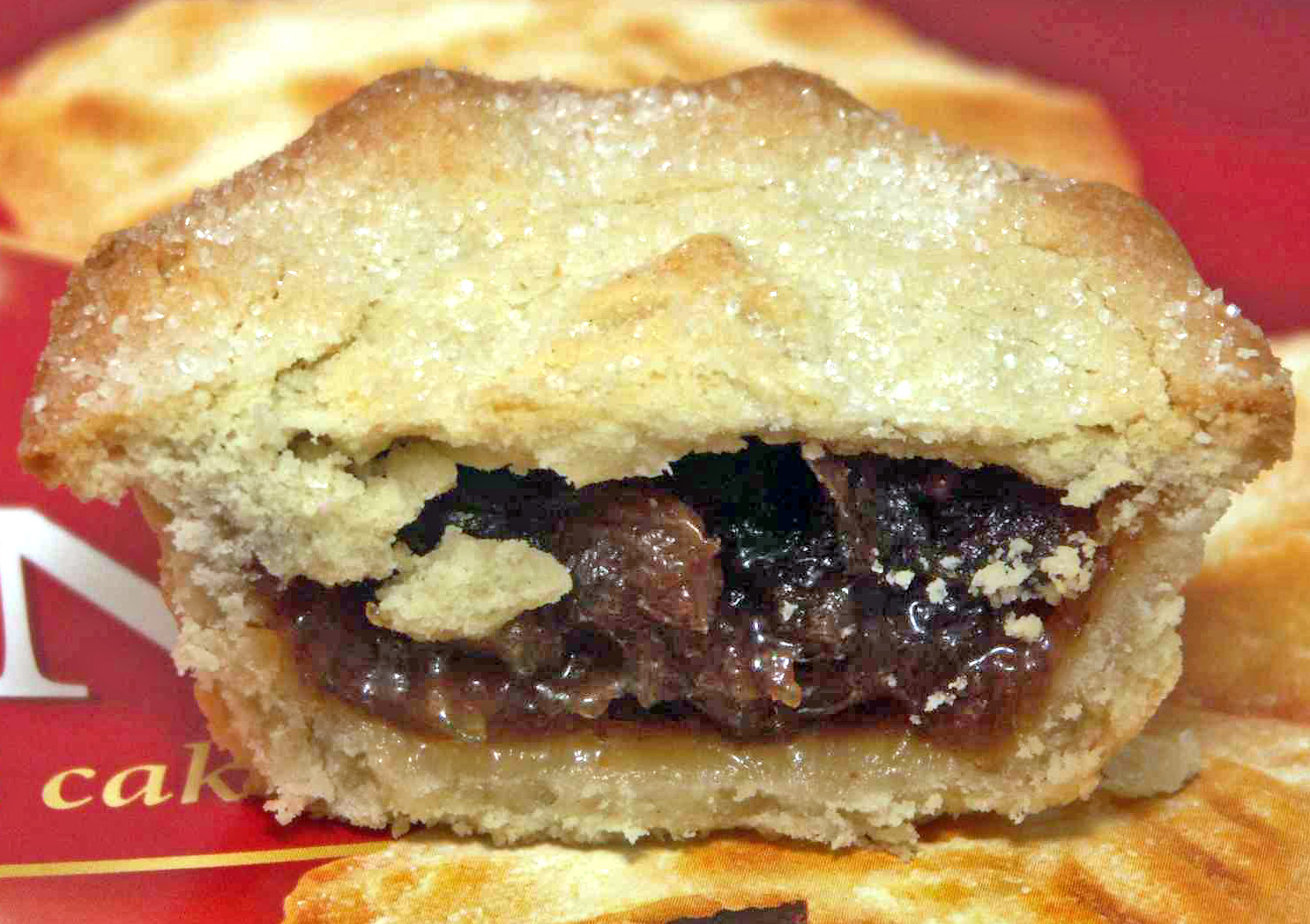
Ein süßer Mince Pie

Kuchen (cake) wird oft als Nachspeise gereicht. Beliebt ist z. B. die Kombination von warmem Schokoladenkuchen (chocolate cake) mit Vanilleeis und Schlagsahne. Profiteroles, etwa pflaumengroße Kuchenkugeln, werden mit warmer Schokoladensauce und Sahne serviert. Eine Besonderheit der britischen Pâtisserie ist die double cream, eine gehaltvolle, dickflüssige Sahne, die zu Süßspeisen wie Pudding oder Obstcocktails gereicht wird. Ebenfalls beliebt ist custard, eine Vanillesauce, die warm oder kalt serviert wird. Zu Weihnachten werden Christmas Pudding und Christmas cakes wie Mince Pies verzehrt. Bei diesen Gerichten sind die Gewürze (u. a. Zimt), wie auch die dunkle Farbe (bei den mince pies die Farbe der Füllung) charakteristisch. Zum Geburtstag bekommt das Geburtstagskind traditionell einen mehrstöckigen birthday cake, der zumeist eine üppige, mit Lebensmittelfarbe rosa oder gelb eingefärbte und mit bunten Zuckerrosen, Liebesperlen etc. dekorierte Sahne- oder Buttercremetorte ist.
Weitere verbreitete Süßspeisen sind crumbles und apple pie. Das Dessert Eton Mess ist eng mit dem Eton College verbunden.

### Kalte Küche
Die am weitesten verbreiteten Brotsorten sind white bread (Weizenweißbrot), wholemeal bread (Weizenvollkornbrot) und brown bread (eine Mischung aus beiden Sorten). In den letzten Jahren hat sich allerdings das Brotsortiment in den meisten Supermarktketten beträchtlich erweitert. French stick (Baguette) ist heutzutage fast überall zu bekommen. Außer den üblichen weichen Brötchen (rolls, buns oder muffins) werden knusprige Brötchen (crusty rolls) nach kontinentalem Vorbild immer beliebter. Gelegentlich findet man auch deutsches Schwarzbrot.
Auch beim Brotbelag macht sich ein kontinentaleuropäischer Einfluss bemerkbar. So finden sich in vielen Supermärkten neben ham (Kochschinken), roast beef (Rindfleischaufschnitt) und chicken roll (Geflügelaufschnitt) mittlerweile auch Mortadella, Salami, Fleischwurst und Pastrami. Traditionelle britische Käsesorten sind Cheddar (gelb, schnittfest, je nach Reife unterschiedlich würzig), Cheshire (hell, mild, oft noch krümelig) und der Blauschimmelkäse Blue Stilton.
Unter den kalten Gerichten spielen die typischen diagonal geteilten Sandwiches eine herausragende Rolle.

### Fast Food

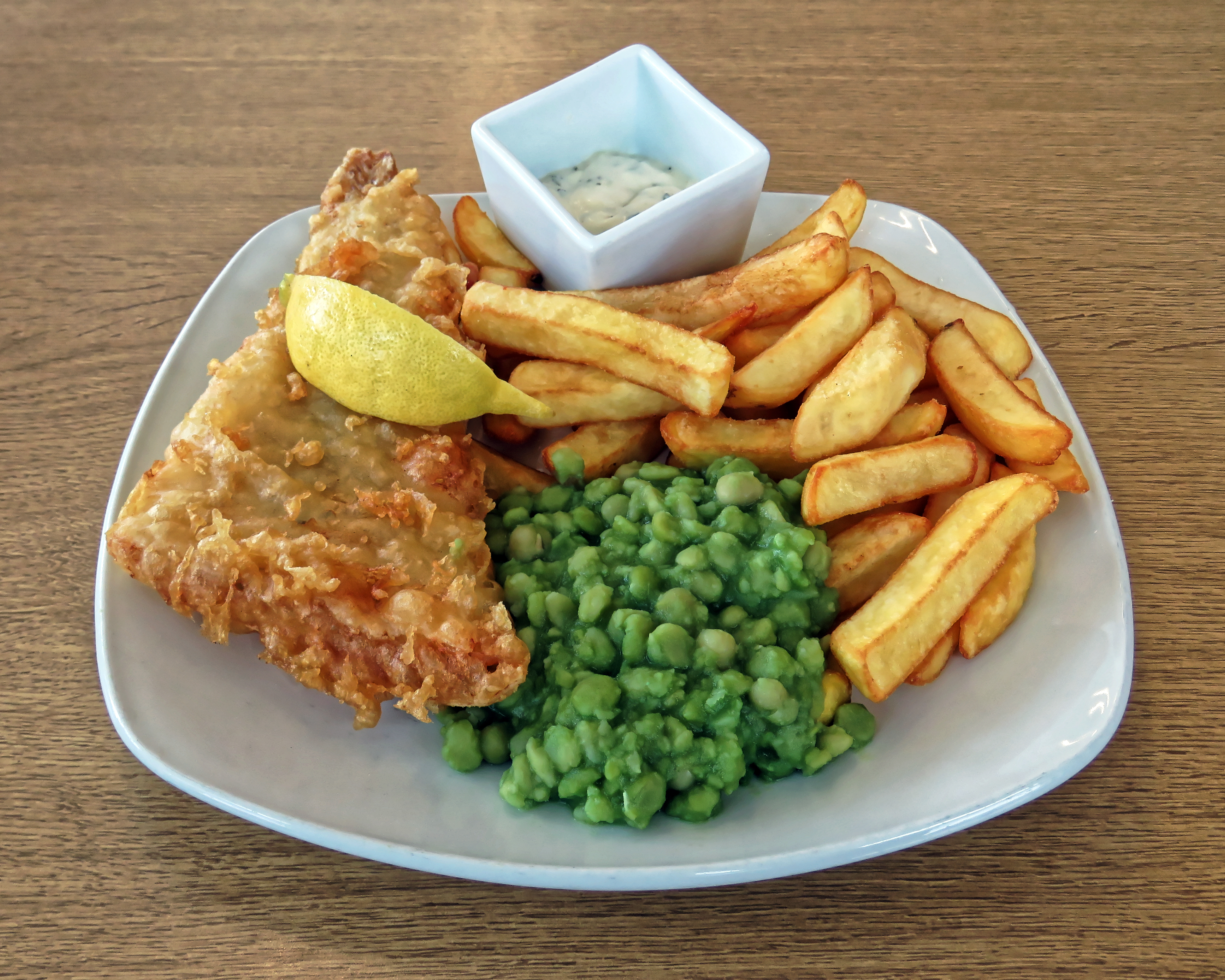
Frittierter Fisch mit Pommes frites (Fish and Chips) ist ein klassischer britischer Imbiss

Das bekannteste Gericht sind die Fish and Chips, die in traditionellen chip shops, Pubs oder take-aways zubereitet und verkauft werden. Take-away ist ein Oberbegriff für Imbissstuben, in denen man Speisen kauft, um sie mit nach Hause zu nehmen und dort zu verzehren. Take-aways bieten oft eine große Palette von indischen, chinesischen oder anderweitig exotischen Speisen, wobei Fish’n’Chips manchmal als einzige britische Mahlzeit aufgeführt wird. Ähnlich wie in Deutschland sind Fastfood-Ketten weit verbreitet. Auch Fertiggerichte für die Mikrowelle oder für den Ofen spielen eine verhältnismäßig große Rolle in der Ernährung vieler Briten. Es gibt zahlreiche Geschäfte, die ausschließlich tiefgefrorene Lebensmittel anbieten, wobei der Anteil an Fertigspeisen sämtliche Kategorien von Gerichten umfasst, die man heute zur britischen Küche zählen kann. Auch in den Kühlregalen der Supermärkte ist das Angebot an fertigen Speisen überaus groß. Manche Produkte enthalten weitgehend rohe Zutaten wie etwa Hühnerbrust, rohes Gemüse, Fisch etc., während andere Gerichte fertig gekocht sind und nur noch aufgewärmt werden müssen.

### Saucen
Würzsaucen werden in der Gastronomie aufgrund ihrer ursprünglichen Herkunft auch „englische Saucen“ genannt, speziell Worcestershiresauce, Cumberlandsauce, Piccalilli-Sauce und Ketchup. Eine weitere Spezialität der englischen Küche ist die Minzsauce zu Lamm und Hammelfleisch.

### Weitere Spezialitäten
- Banoffee pie
- Bread sauce
- Bubble and Squeak
- Christmas Pudding
- Sally Lunn bun
- Sussex Pond Pudding
- Yorkshire Pudding